# Bundesstraße 289
Pour les articles homonymes, voir Route 289.
La Bundesstraße 289 est une Bundesstraße du Land de Bavière.

## Géographie
La B 289 mène de Cobourg à Rehau.
La B 289 bifurque de la B 4 en direction de l'est au sud de Cobourg près d'Untersiemau. Dans la nouvelle section de construction, elle mène avec deux voies, sur trois sections inclinées, comme la connexion d'autoroute sud de Cobourg à la jonction d'Untersiemau de l'A 73 (Suhl-Cobourg -Nuremberg). Le coût total de construction de ce tronçon de six kilomètres portant le nom de projet Bundesstraße 289n s'élève à 26,8 millions d'euros, dont 3,3 millions d'euros sont engagés pour l'achat d'un terrain. L'itinéraire ouvre à la circulation le 5 septembre 2008.
Jusqu'à l'achèvement de l'A 73, la Bundesstrasse 289 traversait Untersiemau, Obersiemau, Buch am Forst et Lichtenfels jusqu'à la jonction de Lichtenfels-Ost de la B 173.
Les routes de Kauerndorf et Untersteinach sont un goulot d'étranglement qui, avec environ 14 000 véhicules par jour, doit absorber une charge de trafic supérieure à la moyenne. Le permis de construire pour contourner les deux endroits existe depuis 2009, mais il est extrêmement coûteux en raison de la nécessité d'un tunnel et d'un viaduc. Pour cette raison, le projet est divisé en deux parties : le 4 mai 2016 a lieu la cérémonie d'inauguration de la rocade de 3 km d'Untersteinach. La route est courbe au sud du village et reliée à la B 303 sans traverser, et la vallée de la Schorgast et la ligne ferroviaire de la gare de Bamberg doivent être traversées deux fois. Fin juin 2017, les fonds sont approuvés afin de contourner Kauerndorf. La route va alors dans un tunnel au nord-ouest de l'endroit.
Jusqu'à Ludwigschorgast, la B 289 est d'une grande importance, car d'une part, avec la B 303, elle représente l'un des deux jonctions autoroutières pour Kulmbach et, d'autre part, relie l'est de l'arrondissement à Kulmbach en tant que centre politique et économique.
Après Rehau, elle permet la jonction à l'A 93.

## Source
- (de) Cet article est partiellement ou en totalité issu de l’article de Wikipédia en allemand intitulé « Bundesstraße 289 » (voir la liste des auteurs).

1. ↑  (de) « Die Bundes- und Reichsstraßen in Deutschland - Nr. 166 bis 327 » [archive du 18 février 2009], sur home.arcor.de (consulté le 16 juillet 2025)